# جورجا ملونی
جورجا ملونی (ایتالیایی: Giorgia Meloni؛ زادهٔ ۱۵ ژانویهٔ ۱۹۷۷) یک سیاستمدار ایتالیایی است که از ۲۲ اکتبر ۲۰۲۲ به عنوان نخست‌وزیر ایتالیا خدمت می‌کند. او نخستین زنی است که به این مقام می‌رسد. ملونی همچنین از ۸ مارس ۲۰۱۴ رهبر حزب برادران ایتالیا بوده و از ۲۰۲۰ ریاست حزب راست گرای محافظه کاران و اصلاح طلبان اروپا را برعهده دارد. او از ۲۰۰۸ تا ۲۰۱۱ وزیر جوانان ایتالیا در دولت سیلویو برلوسکونی بود.

## زندگی

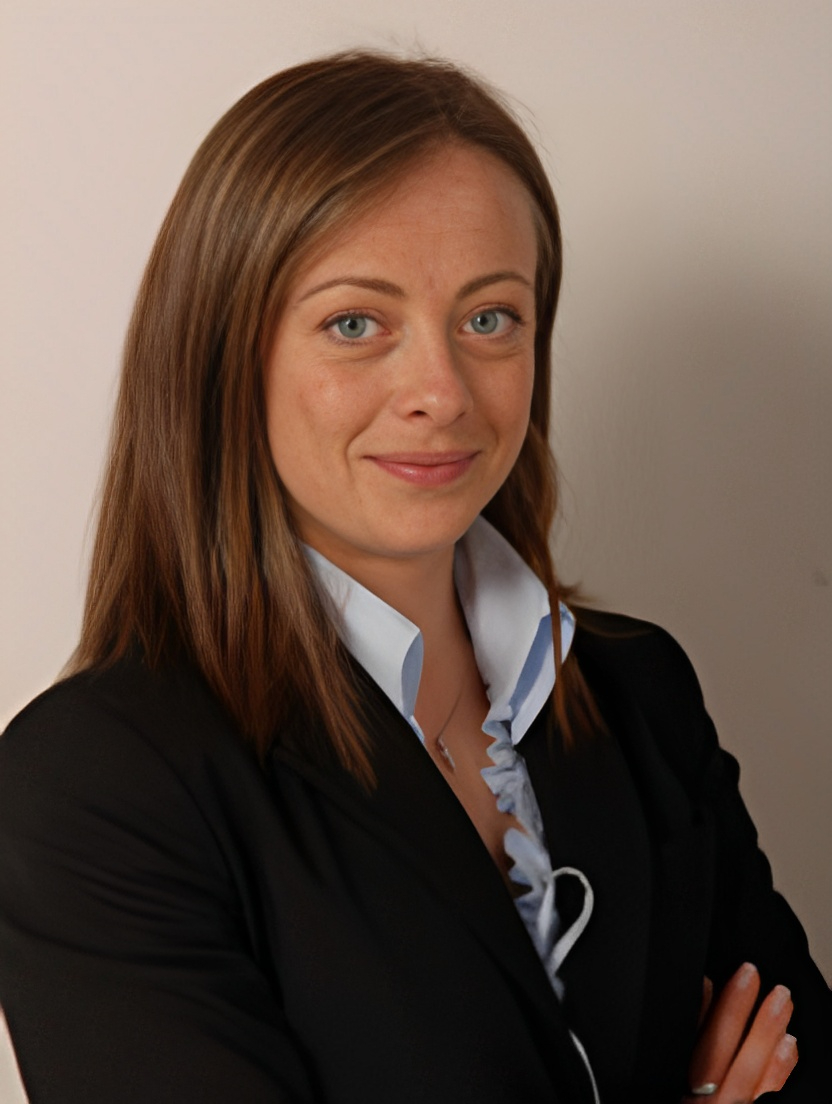
ملونی در سال ۲۰۰۸

جورجا در ۱۵ ژانویه ۱۹۷۷ رم به دنیا آمد. پدرش اهل ساردینیا و مادرش نیز اهل سیسیل بود. پدرش مشاور مالیاتی بود و هنگامی که جورجا یازده سال سن داشت خانواده را ترک نمود. وی در ناحیه گارباتلا بزرگ شد.
ملونی از پیروان کلیسای کاتولیک است و از هویت مذهبی خود تا حد بسیاری برای کمک به ایجاد یک چهره ملی‌گرا برای خود، استفاده کرده است. او در یک سخنرانی در سال ۲۰۱۹ در یک تجمع در رم، گفت: «من جورجیا هستم. من یک زن هستم. من یک مادر هستم. من ایتالیایی هستم. من مسیحی هستم.» ملونی علیرغم اعتقادات مسیحی‌اش و حمایت از ارزش‌های خانوادگی سنتی، از ازدواج نکردن با پدر فرزندش دفاع کرده است.

## سیاست
او در سن ۱۵ سالگی به «جبهه جوانان»، شاخه جوانان حزب جنبش نئوفاشیست «جنبش اجتماعی ایتالیا» پیوست. در سال ۲۰۲۱ ملونی در کتاب خود به نام من جورجیا هستم تأکید کرد که فاشیست نیست اما میراث‌دار تاریخ هفتادساله اخیر است. او بعدها رئیس شاخه دانشجویی این حزب، یعنی «اتحاد ملی» شد.
جورجا ملونی (برخلاف دیگر احزاب راستگرا در ایتالیا) تمایلی به نزدیکی با ولادیمیر پوتین ندارد. او طرفدار ناتو و اوکراین است.
جورجا ملونی با شعار قدیمی و جنجال‌برانگیز «خدا، میهن، خانواده» وارد رقابت‌های انتخاباتی ۲۰۲۲ شد. او مخالف حقوق دگرباشان جنسی (ال‌جی‌بی‌تی) است و خواهان محاصرهٔ دریایی لیبی برای جلوگیری از ورود پناهندگان است و به‌طور مداوم در مورد مهاجران مسلمان هشدار می‌دهد.
جورجا ملونی در سخنرانی خود در اسپانیا در تابستان ۲۰۲۲ گفت: «آری به خانواده‌های مرسوم، نه به دگرباشان جنسی (ال‌جی‌بی‌تی)، آری به هویت جنسی، نه به ایدئولوژی جنسیت… نه به خشونت اسلامی، آری به امنیت مرزها، نه به مهاجرت بی‌رویه».
جورجا ملونی در تاریخ ۲۹ مهر ۱۴۰۱ به‌طور رسمی نخست‌وزیر ایتالیا شد.